# Franz Drameh
Franz Alhusaine Drameh (né le 5 janvier 1993) est un acteur britannique. Il fait sa première apparition sur grand écran dans le film Au-delà de Clint Eastwood. Il est aussi apparu dans le film britannique Attack the Block et dans le blockbuster Edge of Tomorrow sortie en 2014
.

## Biographie
Franz est actuellement en couple avec Annamaria. Le couple a accueilli le 23 décembre 2017 une petite fille prénommée Aurora Kerina Drameh.

## Filmographie

### Cinéma
| Année | Film                     | Personnage                          | Notes                  |
| ----- | ------------------------ | ----------------------------------- | ---------------------- |
| 2011  | Attack the Block         | Dennis                              | Premier rôle principal |
| 2012  | My Murder                | Marcus                              |                        |
| 2012  | Now Is Good              | Tommy                               |                        |
| 2014  | Edge of Tomorrow         | Ford                                |                        |
| 2016  | 100 Streets              | Kingsley                            |                        |
| 2016  | Superhero Fight Club 2.0 | Jefferson "Jax" Jackson / Firestorm | court-métrage          |
| 2020  | The Gentlemen            | Benny                               |                        |

### Télévision
| Année             | Programme           | Personnage                          | Notes                                       |
| ----------------- | ------------------- | ----------------------------------- | ------------------------------------------- |
| 2007              | Casualty            | Casey Hughes                        | Invité (Épisode: "Lost in the Rough")       |
| 2008–2009         | Parents of the Band | Granville                           | Tous les épisodes                           |
| 2012              | Casualty            | Stevie Kingsley                     | 3 épisodes                                  |
| 2012–2013         | Some Girls          | Brandon Taylor                      | 9 épisodes                                  |
| 2015              | Residue             | Willy                               | Saison 1 épisode 1                          |
| 2015              | The Flash           | Jefferson "Jax" Jackson / Firestorm | Invité (saisons 2 à 4)                      |
| 2016–2018 et 2021 | Legends of Tomorrow | Jefferson "Jax" Jackson / Firestorm | Principal (saisons 1 à 3) Invité (saison 7) |
| 2016              | Vixen               | Jefferson "Jax" Jackson / Firestorm | 1 épisode                                   |
| 2017              | Supergirl           | Jefferson "Jax" Jackson / Firestorm | 1 épisode (saison 3 épisode 8)              |
| 2017              | Arrow               | Jefferson "Jax" Jackson / Firestorm | 1 épisode (saison 6 épisode 8)              |
| 2019–2021         | See                 | Boots                               | Principal (saison 1) Invité (saison 2)      |